# Neagră (strugure)
Neagră este un vechi soi românesc de struguri.